# Zacharias Janssen
Zacharias Janssen, também conhecido como Zacharias Jansen ou Sacharias Jansen (c. 1580 –  c. 1632) foi um inventor e fabricante de lentes de óculos holandês.

## Biografia
Zacharias Janssen nasceu na cidade de Haia, na República das Sete Províncias Unidas dos Países Baixos, (Países Baixos contemporâneos), filho do fabricante de lentes de óculos Hans Martens Janssen e sua esposa Maeyken Meertens. Ele cresceu, junto com sua irmã na cidade Midelburgo. 
Em outubro de 1610 casou-se com Catharina de Haene. Aproximadamente dois anos depois, mais precisamente em 1612, nasceu o filho do casal, Johannes Zachariassen.
Zacharias Janssen morreu por volta de 1632 na cidade de Amsterdã(o), onde morava desde 1926. 

## Carreira
Assim como seu pai, Janssen tornou-se fabricante de lentes de óculos. Junto ao também inventor holandês Hans Lippershey, Zacharias Janssen é creditado como inventor do microscópio composto com duas lentes no início da década de 90 do século XVI. A invenção do telescópio também é atribuída a ele.
Em 1608, Janssen viajou para a Alemanha e depois tentou vender o seu telescópio na Feira Comercial de Outono de Frankfurt.

## Homenagens
Após a sua morte, o cometa 55 Cancri e foi nomeado Janssen em sua homenagem.